# Germanicus Julius Caesar
Germanicus Caesar, meestal kortweg Germanicus (15 v.Chr. – 19 na Chr.) was tijdens het Principaat onder Augustus en zijn opvolger Tiberius een vooraanstaand Romeins veldheer uit het Julisch-Claudische huis.
Germanicus was de zoon van Nero Claudius Drusus en Antonia minor, een dochter van Marcus Antonius. Augustus was zijn grootoom: diens zuster Octavia Thurina minor was zijn grootmoeder langs moederszijde. Door twee opeenvolgende adopties (Tiberius door Augustus, Germanicus door Tiberius) mocht hij Augustus later zijn grootvader noemen. Hij huwde met een (werkelijke) kleindochter van Augustus, Agrippina maior. Caligula was zijn zoon, Claudius zijn broer, en Nero, de laatste keizer van het Julisch-Claudische huis, was zijn kleinzoon.

## Afkomst
Germanicus was als zoon van Nero Claudius Drusus een telg uit het Claudische huis, zijn moeder was Antonia minor, een dochter van Marcus Antonius. Zijn voornaam bij zijn geboorte is onbekend (waarschijnlijk Nero), maar toen zijn vader in 9 v.Chr. overleed en postuum de bijnaam (agnomen) Germanicus kreeg, erfde Germanicus deze als voornaam. Via moederszijde was hij een telg uit het Julische huis.In het jaar 4 v.Chr. werd hij geadopteerd als zoon van de latere keizer Tiberius en werd zo tweede in de lijn voor de opvolging van Augustus.
Zijn moeder zou nooit hertrouwen, maar intrekken bij haar schoonmoeder Livia.
Doorgaans wordt de zoon alleen Germanicus genoemd en zijn vader Drusus of Drusus maior. Drusus minor was de zoon van keizer Tiberius. Germanicus broer, die bij geboorte Tiberius Claudius Drusus heette, zou later bekend worden als keizer Claudius I.
Germanicus is vooral bekend als een kundig krijgsheer en een bijzonder populair politicus in de tijd van Tiberius. Het was vooral aan hem te danken dat er na de nederlaag van Varus in het Teutoburgerwoud weer orde en rust terugkeerde aan de grens met Germanië. Hij streed tegen de Chatti en Cherusken tot aan de kust met de Noordzee.

## Carrière
In 7 n. Chr. werd hij een van de twee quaestores Augusti en kreeg hij de opdracht om als propraetor in Illyricum een opstand van de Mazaei, een Dalmatische stam, neer te slaan.
In 9 n.Chr. (het jaar van de Slag bij het Teutoburgerwoud) kreeg hij de rang van praetor, in 11 n.Chr. werd hij aangesteld als propraetor over Germanië. In 12 n.Chr. werd hij benoemd tot consul.

### Oppergezag over deexercitus Germanicus(troepen in Germanië) (13-17)

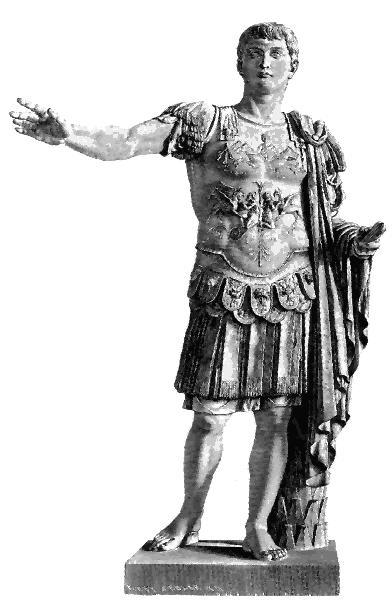
Germanicus als veldheer (Vaticaanse musea).

Het oppergezag over de Germaanse legers komt in 13 n.Chr. in handen van Germanicus. Hij is door de Senaat bekleed  met een imperium proconsulare, waardoor hij het gezag heeft over de beide legati Augusti pro praetore en hun respectievelijke legers. De legati handelen in feite in naam van de princeps die zijn imperium over hen dan weer heeft afgestaan aan Germanicus, de ex-consul ordinarius. Deze heeft zich in 13 al eens laten uitroepen – zij het dan wel tezamen met Tiberius en Augustus - als imperator bello Germanico.

#### Census in Gallia en Augustus' overlijden
In de zomer van 14 bereidt hij een census (vermogensschatting/burgerlijst/volkstelling) voor in Gallia Belgica, waarvoor hij in het bezit is van een imperium cum consulare (d.w.z. hij is bevelhebber van de legioenen). Augustus en Tiberius Julius Caesar Augustus ronden in de rest van Gallië de census af met een lustrum (zoenoffer). Daarna reist Tiberius terug naar Illyricum maar hij wordt teruggeroepen wanneer Augustus onwel wordt in de buurt van Nola. Of Tiberius Augustus nog levend te zien krijgt, is niet met zekerheid geweten. Hij komt vermoedelijk rond 19 augustus aan en zal waarschijnlijk een dode Augustus hebben aangetroffen, tezamen met zijn grootmoeder Livia.

#### Opstanden onder de legioenen in Germanië (14)
Wanneer Germanicus op 27 augustus de dood van zijn grootvader Augustus verneemt en er eind augustus, begin september opstanden losbreken onder de legioenen van het exercitus Germanicus inferior, moet hij zelf gaan ingrijpen. Hij wordt door de soldaten begroet met de kreet Heil Germanicus en ze laten hem duidelijk merken dat ze hem de hoogste macht aanbieden, d.w.z. de opvolging van Augustus.
Hij moet echter, uit eigen kas, enorm veel concessies doen aan de soldaten, ondanks zijn imperium, dat het recht heeft om over leven en dood te beslissen. De milites eisen 1 denarius per dag, ontslag na 16 jaar dienst en ontslag voor allen die er al twintig jaar op hebben zitten. Tevens wordt geklaagd over de wreedheid van centurio’s en de kosten voor het afkopen van corveediensten. Sommigen pakken zijn hand, alsof ze hem willen kussen, maar steken in plaats daarvan zijn hand in hun mond, om hem te laten voelen dat ze geen tanden meer hebben. Als uiteindelijk de meeste troepen loyaal blijken te zijn, dreigt hij de minderheid met een gewapend ingrijpen, tenzij men de oproerkraaiers zelf vermoordt. Dit gebeurt dan ook prompt.
Tiberius heeft intussen in de Senaatszitting van 17 september een imperium maior voor Germanicus gevraagd, wat hem toestaat 12 lictoren (lijfwacht) als erewacht mee te nemen − dit is het aantal voor een consul. Zijn eigen zoon − Drusus − krijgt geen imperium daar hij als consul designatus het volgend jaar er één zal ontvangen.

#### Eerste veldtocht in Germanië (14)
Datzelfde jaar trekt Germanicus met twee legioenen langs de weg die Tiberius eerder had gevolgd door het  Caesia Silva (het Häserwald) naar het gebied van de Marsen. Deze worden verrast nadat ze een feest met overvloedige maaltijden en drank gevierd hadden. De hele bevolking in het gebied wordt uitgemoord, vrouwen, kinderen noch grijsaards worden gespaard en over een gebied van vijftig mijl in de omtrek worden grote verwoestingen aangericht. Op de terugweg naar winterkamp worden ze in de bossen aangevallen door Bructeri, Tubanten en Usipeten maar deze worden, na een oproep van Germanicus aan zijn legioenen om de smaad van de opstand uit te wissen, afgeslagen, opgejaagd en afgemaakt.

#### Tweede veldtocht in Germanië (15)
In het jaar 15 verneemt Germanicus van een tweespalt binnen de Cherusken tussen opstandelingenleider Arminius en de pro-Romeinse Segestes. Arminius had de dochter van Segestes geschaakt, en Germanicus maakte gebruik van de situatie door een actie tegen de Chatten te beginnen. De Chatten waren via een huwelijk van een koningsdochter met Flavus, een broer van Arminius, met de Cherusken verbonden. Voor de actie stelt Germanicus vier legioenen, vijfduizend man hulptroepen en een aantal haastig geformeerde troepen uit Opper- en Neder-Germanië  onder bevel van Caecina en trekt zelf met vier legioenen en het dubbele aantal bondgenoten op. Door het lage water in de Rijn, kan hij snel oprukken, met lichtbepakte troepen. De Chatten verwachten hem niet en worden compleet verrast. Net als het vorige jaar wordt iedereen die zich op grond van leeftijd of geslacht niet kan verweren, vermoord. Ook steekt hij Mattium, de hoofdstad van dat volk, in brand. Mattium lag bij Fritzlar in de deelstaat Hessen. De Cherusken denken erover om de Chatten bij te staan, maar Caecina heeft hen hiervan afgeschrikt door nu eens hier dan weer daar met wapengeweld te dreigen. Segestes wordt belegerd door zijn stamgenoten en stuurt een gezantschap, waaronder zijn eigen zoon Segimundus, naar Germanicus met een verzoek om hulp. Germanicus ontzet Segestes en belooft hem, zijn kinderen en verwanten een veilige woonplaats. Tacitus suggereert door de woorden die hij de woedende Arminius in zijn mond legt, dat zijn vrouw zwanger is.
Door deze ontvoering komt niet alleen Arminius, maar alle omringende stammen in het geweer. Inguiomerus, de oom van Arminius, die bij de Romeinen van oudsher aanzien geniet, wordt erdoor bewogen partij te kiezen. Om te voorkomen dat de Germanen het initiatief grijpen, laat Germanicus Pedus door het gebied van de Friezen trekken, Caecina oprukken door het gebied van de Bructeren (tussen Eems en Lippe), en zelf trekt hij 'over de meren' (d.i. over het huidige IJsselmeer en (waarschijnlijk) de Overijsselse Vecht) richting de Eemsmonding. Het hele gebied tussen Ems en Lippe wordt platgebrand. Lucius Stertinius vindt hierbij de aquila, de legioensadelaar van het 19e legioen terug.
Daarna gaat Germanicus naar de plek waar Varus zijn nederlaag leed. Veteranen en voormalige krijgsgevangenen wijzen hem waar commandanten zijn gesneuveld, waar de aquila was geroofd en waar Varus ten slotte was gesneuveld. Hij richt een grafheuvel op waarin de stoffelijke resten worden begraven en zet de achtervolging op Arminius in. Deze trekt zich terug in de Venen (Große Moor), en lokt de troepen van Germanicus in de val. Germanicus breekt de achtervolging af. Het is laat in het jaar. Varus is nog ongewroken.
De terugreis blijkt bijna een catastrofe. Aulus Caecina Severus slaagt er slechts met grote moeite in de ponti longi over te steken, een boomstamweg door het veen die door Lucius Domitius is gebouwd, maar reparatie behoeft. Hij ontsnapt, maar niet zonder het verlies van vele manschappen en al zijn uitrusting, behalve de wapens. De troepen die met Germanicus over het water terug naar hun winterkwartieren gaan, treft een even zo grote ramp. Omdat de schepen te zwaar beladen zijn voor het ondiepe water, vertrouwt Germanicus de helft van zijn troepen toe aan Publius Vitellius. Deze trekt met zijn troepen langs de kust, maar komt door een stormvloed in grote nood. Vele soldaten verdrinken of worden weggespoeld.

#### Derde Veldtocht in Germanië (16)
In 16 na Christus onderneemt Germanicus zijn grootste veldtocht. Hij bouwt duizend schepen, waarvan vele met een platte bodem om zijn troepen over de Oceaan (d.i. de Noordzee) naar de monding van de Elbe te vervoeren. Zodoende, redeneert hij, heeft hij geen last van de wouden en venen. Het Eiland der Bataven (De Betuwe) dient als verzamelpunt. Terwijl de schepen nog gebouwd worden, geeft Germanicus Gaius Silius Aulus Caecina Largus bevel om met een eenheid lichtbewapenden tegen de Chatten op te rukken. Silius haalde slechts weinig buit, maar weet de vrouw en de dochter van de leider van de Chatten, Arpus, te ontvoeren. Zelf trekt hij met zes legioenen op naar de Lippe, waar een fort wordt belegerd. De belegering wordt opgegeven.
Als de schepen gereed zijn, de voorraden verzameld en de troepen ingescheept, vaart Germanicus over de Gracht van Drusus en vandaar voorspoedig over de meren (dat wil zeggen het huidige IJsselmeer) en de Oceaan (dat wil zeggen de Noordzee) naar de Eems. Kort nadat hij geland is, krijgt hij bericht dat de Angrivariërs zich tegen hem hadden gekeerd. Germanicus neemt wraak door alles in brand te steken en iedereen af te slachten. Chauken, onder de indruk van de slachting, bieden hulptroepen aan.
Het eerste contact met Arminius, wiens dood ten slotte een hoofddoel van de Romeinse campagnes was, vindt echter pas plaats bij de Wezer. De Bataafse troepen in dienst van de Romeinen zetten de aanval in, maar worden door Arminius in de val gelokt. Chariovalda, de aanvoerder van de Bataven sneuvelt, met veel van zijn edelen, de rest wordt ontzet door Stertinius en Aemilianus, die met hun ruiterij een minder diepe plek hebben opgezocht. De volgende dag vindt een veldslag plaats op een vlakte genaamd Idavisto, tussen de Wezer en de omringende heuvels. Arminius wordt verslagen en Inguiomerus raakt zwaargewond.
De troepen rukken in volgorde op: de Gallische en Germaanse auxiliae (hulptroepen) voorop, daarna de boogschutters, vervolgens vier legioenen en Germanicus zelf met twee eenheden van de garde en een elite-eenheid van de ruiterij. Daarna nog vier legioenen en de lichtbewapenden, bereden boogschutters en de rest van de bondgenoten. De Germanen slaan op de vlucht, maar velen worden alsnog gedood, de slachting duurt van het vijfde uur tot in de nacht. Germanicus richt een groot gedenkteken op van de wapens van zijn verslagen vijanden. Maar Arminius leeft nog steeds.
Op de terugweg wordt de vloot overvallen door een storm, sommige schepen zinken, andere stranden op verafgelegen eilanden, waar soldaten omkomen van de honger, of overleven met het vlees van verdronken paarden. Germanicus zelf landt op de kust van de Chauken (tussen de Eems en de Elbe), met schepen waarvan sommige zwaar gehavend zijn en slagzij maken. De schepen worden ijlings opgekalefaterd, maar kunnen pas dagen later terug naar de eilanden worden gestuurd. Een groot aantal gestranden kon nog gered worden.
Het nieuws van deze ramp geeft de Germanen nieuwe moed. Voor Germanicus zijn ze aanleiding voor nieuwe maatregelen. Hij laat Gaius Silius met 30.000 man oprukken tegen de Chatten en werpt zichzelf op de Marsen. Hun leider, Mallovendus, had zich namelijk overgegeven, waarbij hij vertelde dat er in een naburig woud de adelaar van een van de legioenen van Varus begraven lag en dat die plek niet zwaar werd bewaakt. De aquila wordt gevonden, wat Germanicus nieuwe moed geeft de binnenlanden in te trekken en daar dood en verderf te zaaien.
Tiberius roept ten slotte Germanicus terug voor de komende triomf waartoe men had besloten. Er waren genoeg successen en tegenslagen maar ook moest men niet vergeten hoe wind en water, zonder dat de commandant blaam trof, voor ernstige verliezen kon zorgen. Zelf had hij altijd meer bereikt door overleg dan door geweld. Nu de Romeinse eer op het punt van genoegdoening tevreden was gesteld, kon men Cherusken en Chatten rustig aan hun eigen twisten overlaten.
Datzelfde jaar mag hij zich van Tiberius zelfs nog een tweede keer laten uitroepen als imperator. In de winter van 16 en 17 zal hij terugkeren naar Rome en houdt er op 26 mei 17 een triomftocht om zijn overwinningen te vieren op alle Germaanse volkeren aan de rechteroever van de Rijn die tot aan de Elbe huizen, hoewel noch Arminius, noch de Germaanse stammen zijn verslagen, en de Romeinen zich alleen gewapenderhand in dat gebied konden begeven. Maar voor de Romeinen was de ondergang van Varus gewroken.
In 16 werd er een triomfboog naast de Tempel van Saturnus gebouwd ter ere van hem en Tiberius voor het terugwinnen van de aquilae die men tijdens de slag bij het Teutoburgerwoud verloren heeft. Naar deze triomfboog wordt pas na Tiberius’ dood op munten verwezen.

### Germanicus in het oosten (17-19)
Germanicus maakt zich in Rome al snel populair als de voorname prins en daarom heeft Tiberius misschien besloten hem over te plaatsen naar rustigere oorden. Germanicus wordt bij Senaatsbesluit naar de oostelijke provinciae gezonden, waar hij uiteindelijk − na eerst nog Tiberius geprovoceerd te hebben door de als privaat eigendom van de princeps beschouwde provincia Alexandria et Aegyptus te bezoeken zonder diens toestemming - op 10 oktober 19 te Syria sterft, zeer waarschijnlijk door toedoen van zijn adiutor (leidsman) Gnaius Calpurnicus Piso − met wie hij verscheidene conflicten heeft gehad − en volgens sommigen met medeweten van Tiberius Julius Caesar Augustus en op aanstichting van zijn oma Livia.
In het begin van het jaar 20 wordt zijn stoffelijk overschot − dat door Agrippina is teruggebracht − in het Mausoleum Augusti bijgezet. Tot april blijft de bevolking van Rome treuren. Later zal de Senaat Piso veroordelen en deze verordening als opschrift laten aanbrengen in alle provinciehoofdsteden. Daarmee verloor Tiberius niet alleen een familielid maar ook een goed generaal en mogelijk opvolger.

## Waarom Germanicus geen keizer werd

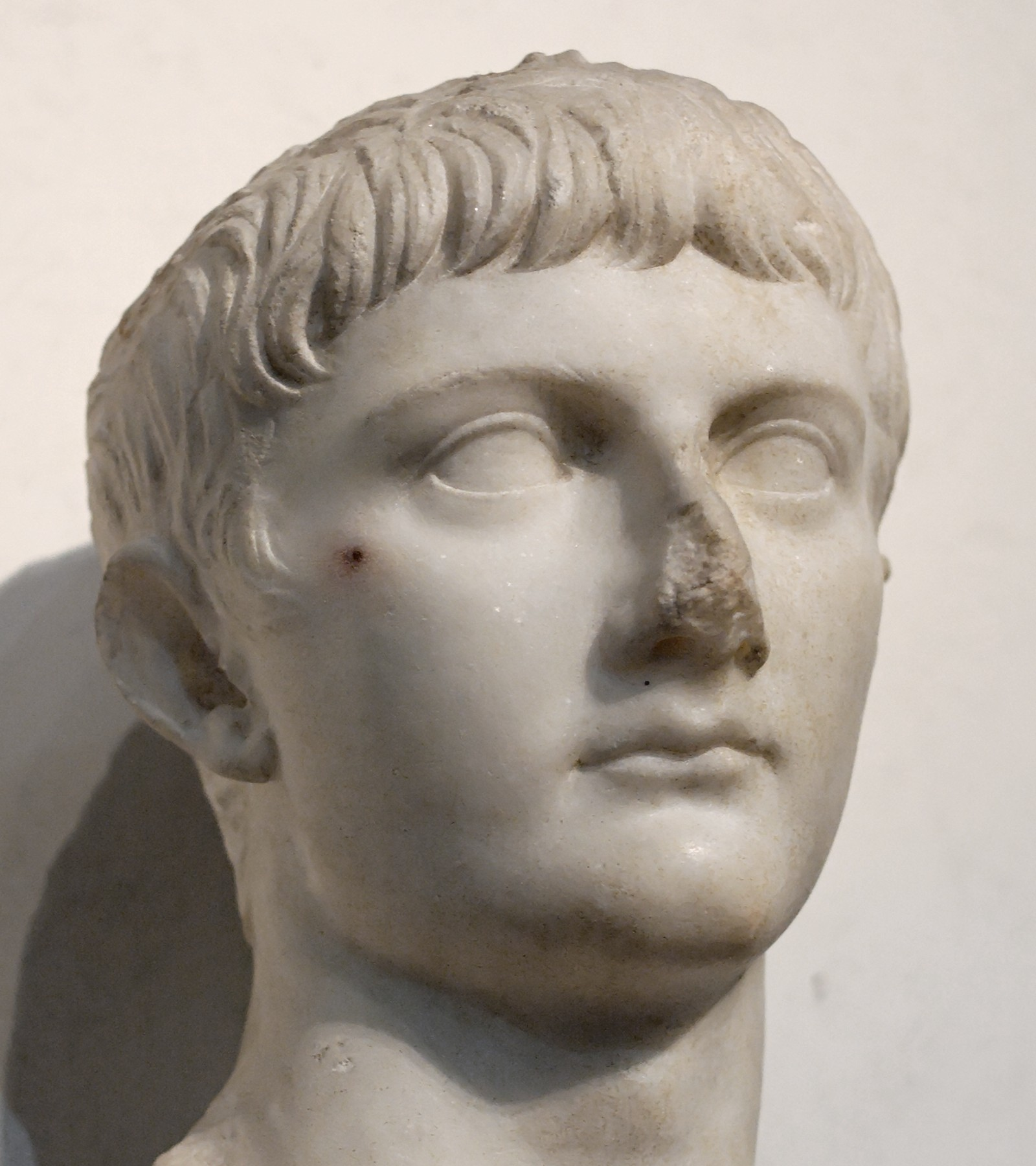
Een buste van Germanicus (Palazzo Massimo alle Terme, eerste helft eerste eeuw n.Chr.).

In 4 n.Chr. wordt Germanicus geadopteerd door zijn oom Tiberius Julius Caesar Augustus, die vervolgens op zijn beurt geadopteerd wordt door Augustus. Zo wordt Germanicus de adoptiebroer van zijn neef Drusus minor én adoptiekleinzoon van Augustus. Hierdoor komt hij in het midden van de stamboom van de Julisch-Claudische dynastie te staan.* Hierdoor is Germanicus lange tijd aangezien als de door Augustus gewenste opvolger. Levick toont echter aan dat het eerder Augustus' bedoeling was om de dynastieke banden nauwer aan te halen en zowel Drusus als Germanicus werden beschouwd als potentiële opvolgers voor Tiberius.
De grote populariteit van Germanicus, die dan nog eens op het toppunt van zijn kunnen en zijn populariteit stierf, heeft waarschijnlijk onrechtstreeks nog nagewerkt: dat mensen als Caligula en Nero, die achteraf bekeken weinig geschikt bleken voor het keizerschap, nog zo lange tijd zo veel krediet en respijt kregen van het Romeinse volk is misschien ten dele te verklaren door de populariteit van hun vader en grootvader. Dat Claudius, de kamergeleerde die zijn fysiek niet mee had, voor wie op dat moment geen enkele vrouw "intrigeerde", en die door geen enkele voorganger via "adoptie" aangeduid was als opvolger, door de soldaten werd uitgekozen ter vervanging van Caligula zal ook nog altijd wel iets met de afstraling van de populariteit van zijn te jong gestorven broer te maken gehad hebben.

### Opvolging van Augustus
Het lijdt niet veel twijfel dat Augustus er de voorkeur aan gegeven zou hebben dat een van zijn bloedverwanten hem zou opgevolgd hebben. De eersten die hiervoor in aanmerking kwamen, waren de zonen van zijn dochter Julia, uit haar huwelijk met Agrippa (overigens een persoonlijke vriend van Augustus). In 4 n.Chr. waren de twee oudste van die kleinzonen echter beide dood (de roddel ging rond dat Augustus' nieuwe vrouw Livia Drusilla daar weleens de hand in zou kunnen hebben gehad), en om een of andere reden kon Augustus absoluut niet opschieten met Agrippa Postumus, de enig overblijvende kleinzoon, die een verbanning opliep door zijn ongepast gedrag.
Livia schoof Tiberius, haar zoon uit een vorig huwelijk, naar voor. Van Augustus veronderstelt men dat hij Germanicus verkoos, de oudste en schijnbaar capabelste van zijn achterneven. Anderen beweerden dan weer dat Augustus vond dat Germanicus te populair was, zodat er kans bestond dat de keizer zelf in de schaduw zou komen van zijn "kroonprins". Germanicus scheen een aanvaardbare compromiskandidaat: zijn vader Drusus (overleden in 9 v.Chr.) was een zoon van Livia. Maar Germanicus was nog jong: in 4 n.Chr. was hij nog geen 20 jaar oud. Wat er ook van zij, in het keizerlijk huishouden wordt beslist dat zijn oom Tiberius hem zal adopteren. Dit had waarschijnlijk tevens tot doel mogelijke na-ijver tussen deze toekomstige troonpretendenten te verminderen. De meeste historici uit de oudheid zijn het er over eens dat er van de kant van Germanicus inderdaad weinig na-ijver was. Misschien langs de kant van Tiberius aanvankelijk ook niet zo veel, maar zijn moeder had nooit een geheim gemaakt van haar voorkeur. En zoals zij wilde geschiedde: Tiberius werd geadopteerd door zijn stiefvader Augustus, zodat de lijn van de troonopvolging duidelijk werd.

### Op een zijspoor gezet door Tiberius
Bij het overlijden van Augustus in 14 n.Chr. was diens keuze dus duidelijk: Tiberius zou hem opvolgen. Nog voor dat helemaal in kannen en kruiken was (een rechtstreekse erfelijke opvolging was nu ook weer niet zo evident in een staat die minstens op papier nog een "republiek" was) werd Agrippa Postumus, nog steeds in ballingschap, om het leven gebracht. Of Tiberius en/of Livia hier mogelijk de hand in hadden gehad, dan wel of het mogelijk om een uitgestelde order van Augustus ging, is nooit helemaal vast komen staan. Ondertussen steeg Germanicus' populariteit alsmaar verder: in tegenstelling tot Tiberius' afstandelijke en teruggetrokken karakter was Germanicus iemand die zich in elk gezelschap thuis voelde, zelfs zonder zijn hand om te draaien een hem vijandig gezinde mensenmassa tegemoet kon treden en van het spreekgestoelte enthousiast kon overtuigen van zijn gelijk. De in Germanië gelegerde legioenen die hij op dat ogenblik leidde, geraakten steeds verknochter aan "hun" Caesar.
Ergens bleef het een risico voor een achterdochtige keizer. Wat als Germanicus de hem enthousiast steunende legioenen naar Rome zou brengen, om de macht op te eisen? Germanicus was als zijn oudste "zoon" de eerste in lijn voor de troonopvolging: hij zou zelfs geen legioenen naar Rome moeten brengen om de macht te krijgen, een plan om de keizer uit de weg te ruimen, zou al voldoende zijn. De keizer besloot Germanicus te verkassen naar de andere uithoek van het rijk, waar oorlog in de lucht hing en waar hij zich opnieuw vanaf nul zou moeten beginnen bewijzen bij de daar gelegerde Romeinse manschappen. Mogelijk werd zijn verplaatsing begeleid met een order, van Tiberius of Livia, om hem kwijt te raken. Zonder dat de omstandigheden ooit helemaal opgehelderd raakten, stierf Germanicus inderdaad in Antiochië in 19 n.Chr.
Hierbij moet echter opgemerkt worden dat er al eerder precedenten geweest waren waarbij de beoogde opvolger naar het oosten werd gestuurd. Zo werden Agrippa, Gaius én Tiberius door Augustus naar het oosten gestuurd, nadat ze als opvolger waren aangeduid. De Oriënt werd immers beschouwd als een ideale leerschool voor de diplomatie. En Germanicus kreeg zelfs een wat oudere en dus meer ervaren raadsman mee − die tevens was aangesteld als de nieuwe gouverneur van Syria − Gnaius Calpurnius Piso. Het botsen van Germanicus' karakter met dat van Piso, zou echter roet in het eten gestrooid hebben.

## Stamboom van de Julisch-Claudische dynastie (14)
Germanicus was getrouwd met Agrippina de Oudere met wie hij 9 kinderen kreeg. Zijn oudste twee zoons, Nero Julius Caesar en Drusus Julius Caesar, werden later vermoord. Zijn jongste zoon Gaius werd keizer Caligula. Een dochter, Agrippina de Jongere, werd de moeder van de latere princeps Nero.

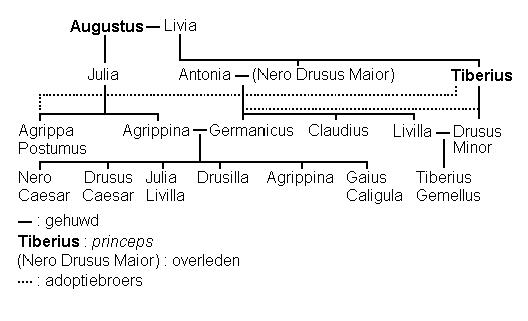
De leden van de Julisch-Claudische dynastie in 14 n.Chr.

## Trivia
- In 1779 verscheen het Nederlandse epos Germanicus. In zestien boeken van Lucretia Wilhelmina van Merken. (Volledige werk op DBNL)
- Aan Germanicus wordt herhaaldelijk gerefereerd in de roman De nadagen van Pilatus van Simon Vestdijk uit 1938.

## Verder lezen
- W.F. Akveld, Germanicus, diss. Universiteit van Utrecht (Groningen), 1961. [Nederlandstalige biografie van Germanicus]
- G. Bonamente - M.P. Segoloni (edd.), Germanico: la persona, la personalità, il personaggio; nel bimillenario dalla nascita, Rome, 1987. ISBN 8876890297 [bundel van artikels over Germanicus]
- K. Christ, Drusus und Germanicus: der Eintritt der Römer in Germanien, Paderborn, 1956.
- B. Gallotta, Germanico, Rome, 1987. ISBN 8870626075
- D. Timpe, Der Triumph des Germanicus: Untersuchungen zu den Feldzügen der Jahre 14-16 n. Chr. in Germanien, Bonn, 1968.
- D.G. Weingärtner, Die Ägyptenreise des Germanicus, diss. Universiteit van Bonn, 1969.
- J. Kastner, Der Adler des Germanicus. Lübbe, Bergisch Gladbach, 1997.
- S. Dando-Collins, Blood of the Caesars: How the Murder of Germanicus Led to the Fall of Rome. John Wiley & Sons, Hoboken, 2008.
- L. Powell, Germanicus: The Magnificent Life and Mysterious Death of Rome's Most Popular General. Pen & Sword Military, Barnsley, 2013.
- Y. Rivière, Germanicus. Perrin, Parijs, 2016.